# Thornetsi
Els Thornetsi van ser una família de nakharark d'Armènia que van posseir terres hereditàries al Djahan, en el territori de Baspracània.
El seu representant més conegut és Simbaci Thornetsi, que va viure cap a l'any 975.